# مسجد جامع جورشر
مسجد جامع جورشر مربوط به دوره قاجار است و در جورشر، مرکز شهر لشت نشا از توابع شهرستان رشت واقع شده و این اثر در تاریخ ۱۲ آذر ۱۳۷۵ با شمارهٔ ثبت ۱۷۸۵ به‌عنوان یکی از آثار ملی ایران به ثبت رسیده است.